# Un poco de amor
"Un Poco de Amor" (em português:  Um pouco de amor) é uma canção gravada pela artista musical colombiana Shakira, tirada de seu terceiro álbum de estúdio, Pies Descalzos. Foi lançado em 16 de maio de 1996 pela Sony Music e Columbia Records, como o quarto single do álbum. A música foi escrita e produzida por Shakira e Luis Fernando Ochoa. "Un Poco de Amor" é uma música pop latina que incorpora elementos de reggae. Liricamente, afirma que Shakira está esperando encontrar alguém que a ame.
Após seu lançamento, "Un Poco de Amor" recebeu críticas em sua maioria favoráveis dos críticos de música, que o reconheceram como uma faixa de destaque do álbum. A música alcançou o número 11 na Billboard Latin Pop Songs e Latin Songs. Embora tenha siso bem menos sucedida do que os singles anteriores, a sua performance continuou a ajudar o desempenho do álbum, fazer torna-se um sucesso, o que acabou por obter certificações de platina na Argentina, no Brasil, na Colômbia e nos Estados Unidos.
Uma regravação em língua portuguesa da faixa, intitulada "Um Pouco de Amor", apareceu no primeiro álbum de remixes de Shakira The Remixes em 1997. A música também foi cantada durante duas de suas turnês até o momento.

## Antecedentes e lançamento
Shakira lançou seu primeiro álbum de estúdio oficial Pies Descalzos em 1995, pela Sony Music e Columbia Records. Assumindo uma posição proeminente em sua produção, ela coescreveu e coproduziu cada uma das onze faixas inclusas no disco. Servido como o quarto single do projeto, «Un Poco de Amor» possui composições adicionais e produção de Luis Fernando Ochoa. A faixa é fortemente influenciada por elementos de pop latino e adicionalmente incorpora um estilo reggae. Liricamente, afirma que Shakira está esperando encontrar alguém que a ame. Transformou-se sua primeira faixa a incluir frases em inglês, realizados por Howard Glasford que acabou não sendo creditado.
O videoclipe de acompanhamento de «Un Poco de Amor» foi dirigido por Gustavo Garzón. O videoclipe retrata Shakira de cabelos negros e ruivos dançando, com Glasford, além de membros de vários outros grupos étnicos. O videoclipe recebeu um Billboard Latin Music Award para Vídeo Pop do Ano. Uma versão em língua portuguesa da música, intitulada «Um Pouco de Amor», foi inclusa no álbum de remixes da cantora The Remixes, de 1997.

## Recepção
Após seu lançamento, «Un Poco de Amor» recebeu críticas favoráveis de críticos de música, que a reconheceram como uma faixa de destaque de Pies Descalzos. Carlos Quintana, da About.com, elogiou a trilha por suas influências de reggae e colocou-a entre suas favoritas do álbum. Da mesma forma, Jose F. Promis, da Allmusic, elogiou por ser uma faixa "dancehall-lite", passando a selecionar a música como "Allmusic Pick". A música chegou ao número 11 nas paradas da Billboard Latin Pop Songs e Latin Songs. Embora menos bem sucedida que seus singles anteriores, seu desempenho continuou a ajudar seu álbum a se tornar seu registro inovador, que finalmente alcançou as certificações de platina na Argentina, Brasil, e Estados Unidos. Pies Descalzos também recebeu o prêmio «Diamond Prism» na Colômbia.
Em 1996, «Un Poco de Amor» foi incluso na reedição de Pies Descalzos, intitulado Colección de Oro. Em 2002, foi apresentado como a terceira faixa para o primeiro álbum de grandes sucessos de Shakira, Grandes Éxitos. Sua aparição em ambos os registros foi elogiada como sendo uma reminiscência de sua ascensão a proeminência.

## Performances ao vivo
Shakira cantou «Un Poco de Amor» durante duas de suas turnês de concertos até o momento. Ela primeiro cantou a faixa, na Cidade do México, durante a Tour Pies Descalzos, que ocorreu entre 1996 a 1997. Também foi incluso durante a Tour of the Mongoose, realizado em apoio a seu terceiro álbum de estúdio, Laundry Service. A música estava notavelmente ausente das Tour Anfibio, Oral Fixation Tour, and The Sun Comes Out World Tour.

## Desempenho nas tabelas musicais

### Paradas semanais
| Tabelas musicais (1996)   | Melhor posição |
| ------------------------- | -------------- |
| EUA (Latin Pop Songs)     | 11             |
| Venezuela (Record Report) | 1              |